# Monk & Canatella
Monk & Canatella — музична група в стилі інді та брейкбіт з Бристоля, Англія, створена Саймоном Расселом (1973 р.н.) та Джимом Джонстоном (1975 р.н.) у середині дев’яностих. Їхній альбом Care in the Community 1996 року, який вийшов на лейблі Cup of Tea Records, є яскравим прикладом звучання трип-хопу.
Пізніше група перейшла на лейбл Telstar і випустила другий альбом Do Community Service у 2000 році. Обкладинка для цього альбому була ранньою роботою Бенксі  — художником графіті із Брістоля. Невдовзі після цього гурт покинув лейбл.
Їхня пісня «Trout» з'являється в оригінальному саундтреку до фільму 1996 року «Острів доктора Моро» з Марлоном Брандо в головній ролі, хоча трек не звучить в самому фільмі.
Група випустила сингл "Straighthead" на YouTube 23 грудня 2007 року.
Трип-хоп гурт Portishead включив трек під назвою «A Tribute to Monk and Canatella» до свого CD-синглу «Numb» 1994 року за рік до першої появи Monk & Canatella.

## Дискографія

### Альбоми
- Care in the Community - Cup of Tea Records (1996)
- Do Community Service - Telstar Records (2000)

### Мініальбоми та Сингли
- Fly Fishing EP - Cup of Tea Records (1995)
- "I Can Water My Plants" - Cup of Tea Records (1996)
- Who's Who EP - Cup of Tea Records (1997)
- "Son 4.5.98" - Telstar Records (1998)
- Enter the Monk EP - Telstar Records (1999)
- "Slagger" - Telstar Records (2000)